# 普拉达马诺
普拉达马诺（義大利語：Pradamano），是意大利乌迪内省的一个市镇。总面积16.31平方公里，人口3552人，人口密度217.8人/平方公里（2009年）。ISTAT代码为030080。